# Raymonde Canolle
Raymonde Canolle, née le 9 août 1904 à Nice et morte le 17 octobre 1975 dans la même ville, est une athlète française, spécialiste du sprint.

## Biographie
Raymonde Canolle est sacrée championne de France du 80 mètres et du 300 mètres le 4 juillet 1920 à Paris.
Elle obtient aux Olympiades féminines de 1921 à Monte Carlo la médaille de bronze du relais 4 × 200 mètres.